# Християн Ґольдбах
Христия́н Го́льдбах (нім. Christian Goldbach; 18 березня 1690 — 20 листопада (1 грудня) 1764) — російський математик і науковець німецького походження. Дійсний член і перший конференц-секретар Академії наук і мистецтв Петербурзької академії наук, таємний радник.

## Життєпис
Народився у Кенігсберзі, Пруссія, в сім'ї протестантського пастора, професора історії місцевого університету Бартоломеуса Гольдбаха. 1 вересня 1725 року став професором математики в Санкт-Петербурзі. З 1727 року приїхав до Москви як домашній вчитель для майбутнього царя Петра II. 1737 року разом з Йоганном-Даніелем Шумахером призначений директором Академії. Член колегії із закордонних справ (з 1742), таємний радник (з 1760). Під час подорожей Європою Гольдбах познайомився з багатьма провідними математиками свого часу, включаючи Готфріда Лейбніца, Абрахама де Муавра і сім'ю Бернуллі. В історії математики найбільше відомий гіпотезою, яку 7 червня 1742 року запропонував у листі Леонарду Ейлеру.